# Santanyí
Santanyí är en kommun i Spanien. Den ligger i den autonoma regionen Balearerna i östra delen av landet. Antalet invånare är 12 887 (2024). Santanyí ligger på ön Mallorca.